# Pietermaritzburg
Pietermaritzburg è una città del Sudafrica, capoluogo della provincia del KwaZulu-Natal.

## Storia
Fu fondata da un gruppo di Voortrekkers come capitale dell'effimero stato della Repubblica di Natalia.
Durante il periodo dell'apartheid, la città venne separata in varie sezioni. Il 90% della popolazione di origine indiana fu trasferito nel sobborgo di Northdale. La maggior parte della sua popolazione di origine Zulu fu spostata nella vicina township di Edendale.
Nel 1994, prima della fine dell'apartheid, Pietermaritzburg era la capitale della provincia di Natal. In seguito alle prime elezioni del Sudafrica post-apartheid, il Partito della Libertà Inkata (IFP) ottenne la maggioranza del governo provinciale e, di conseguenza, Pietermaritzburg condivise il suo status di capitale della nuova provincia KwaZulu-Natal insieme alla città di Ulundi. Pietermaritzburg divenne la capitale legislativa della provincia, mentre il titolo di capitale amministrativa spettò a Ulundi.
Il Congresso Nazionale Africano, una volta salito al potere nella provincia nel 2004, decise di nominare Pietermaritzburg come unica capitale del KwaZulu-Natal. Il trasferimento di vari uffici governativi nella città è stato accolto come un elemento positivo per lo sviluppo della regione. Il progresso che ha portato dal 2004 all'ammodernamento di diversi edifici nel centro cittadino e al proliferarsi di sviluppi commerciali ed abitazioni nelle periferie è frutto di investimenti che provengono sia dal settore pubblico che privato.

### Curiosità
Il 7 giugno 1893, a bordo di un treno diretto a Pretoria, il giovane avvocato Mohandas Karamchand Gandhi si oppose alle pretese del capotreno, il quale gli impose di spostarsi in una carrozza di terza classe nonostante egli fosse munito di regolare biglietto di prima classe; tale fatto comportò la cacciata di Gandhi dal treno, con l'obbligo di scendere proprio alla stazione di Pietermaritzburg.
Tremando per tutta la notte in una fredda sala d'attesa, Gandhi prese atto di tale trattamento subìto e decise di rimanere in Sudafrica per combattere la discriminazione razziale contro gli indiani, che continuava a persistere nell'Africa meridionale. Da quella lotta emerse la sua versione unica di resistenza nonviolenta (Satyagraha) e ciò, in seguito, segnò un punto di svolta nella vita di Gandhi che, successivamente ancora, assistette alla lotta per la libertà dell'India nel 1915. Oggi, un busto di Gandhi è stato collocato presso la stazione ed una sua statua in bronzo è collocata in Church Street, nel centro della città.

## Monumenti e luoghi d'interesse
- Municipio di Pietermaritzburg

## Sport

### Calcio
A Pietermaritzburg ha sede il Savages Football Club, la più antica società di calcio del Sudafrica, aderente dal 2017 al Club of Pioneers, associazione che raccoglie i sodalizi calcistici più antichi di ogni nazione.

### Ciclismo
Periodicamente vi si svolge il campionato mondiale di ciclismo Union Cycliste Internationale DH, 4X e XC (rispettivamente Downhill, Four-cross e Cross country).